# Modysticus floridanus
Modysticus floridanus är en spindelart som först beskrevs av Banks 1895.  Modysticus floridanus ingår i släktet Modysticus och familjen krabbspindlar. Inga underarter finns listade i Catalogue of Life.